# 天主教卡拉馬教區
天主教卡拉馬教區（拉丁語：Diocesis Sancti Sancti Ioannis Baptistae de Calama）是智利一個羅馬天主教教區，屬安托法加斯塔總教區。
1965年7月21日設立自治監督區，2012年2月20日升為教區。教區範圍包括洛阿省南部。2010年有教友132,000人（佔轄區人口82.0%）、十一個堂區、十八名司鐸。現任教區主教為威廉·韋拉·索托。